# خانه مهرور
خانه مهرور مربوط به دوره قاجار است و در بیرجند، میدان شهدا، کوچه جنب بانک صادرات، پلاک ۲۱ واقع شده و این اثر در تاریخ ۱۹ اسفند ۱۳۸۰ با شمارهٔ ثبت ۴۷۹۴ به‌عنوان یکی از آثار ملی ایران به ثبت رسیده است.